# Нідерланди у Другій світовій війні

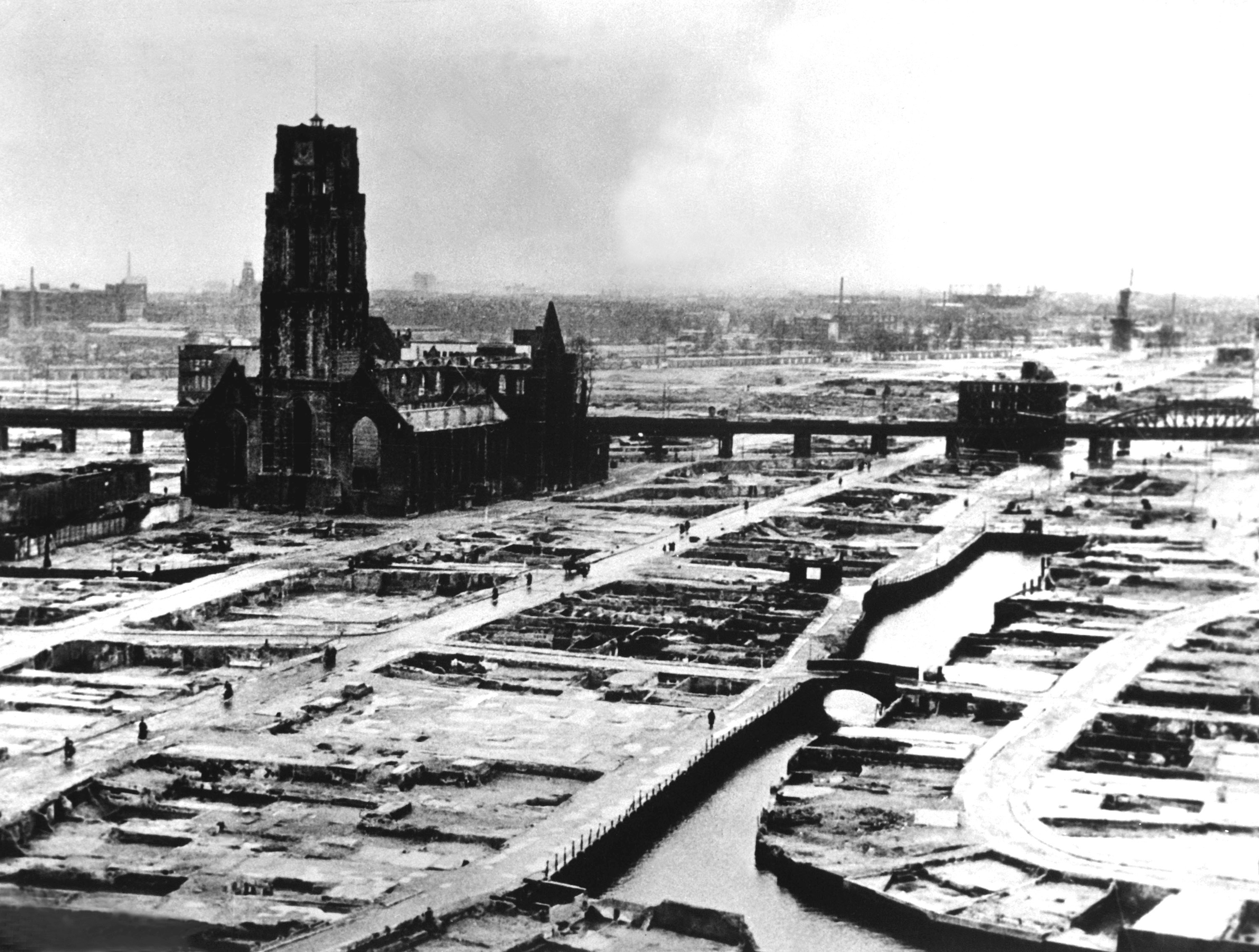
Місто Роттердам після німецького бомбардування під час німецького вторгнення в Нідерланди у травні 1940

Історія Нідерландів з 1939 по 1945 рік охоплює події в Нідерландах, що відбувалися під час німецької окупації, яка почалася 10 травня 1940 Битвою за Нідерланди. Нідерланди сподівалися зберегти нейтралітет, коли розпочалася Друга світова війна у 1939 році, але цю надію було втрачено з нападом Німеччини у травні 1940 року. 15 травня 1940, на наступний день після бомбардування Роттердама, нідерландські збройні сили капітулювали. Згодом нідерландський уряд і королівська сім'я змушені були емігрувати в Лондон.
Окупаційні сили отримали підтримку лише незначної частки населення. Сили опору були незначними, але зросли протягом чотирьох з половиною років окупації. Німці депортували більшість євреїв країни в концентраційні табори, за допомогою нідерландської поліції та державної служби: у Нідерландах зафіксовано один з найвищих рівнів співпраці з нацистами під час Голокосту. 75 % єврейського населення країни було винищено, це набагато більше, ніж у Франції та Бельгії. Більшу частину півдня країни було звільнено у другій половині 1944 року. 5 травня 1945 року силами союзників було звільнено всю територію, цей день зараз є державним святом Нідерландів.

## Міжвоєнний період
Оборонний бюджет не збільшувався поки нацистська Німеччина не провела ремілітаризацію Рейнської області в 1936 році. Надалі бюджет збільшувався в 1938 році(після анексії Австрії та окупації Судетської області) та в 1939 (після німецького вторгнення в Польщу). Через посилення напруги з Японською імперією колоніальний уряд також збільшив свій військовий бюджет. Нідерланди мобілізували свої збройні сили лише незадовго до оголошення Великою Британією та Францією війни Німеччині. Уряд Нідерландів спробував переозброїти погано оснащені сили, але значну кількість нових озброєнь так і не було доставлено.
Взимку 1939–1940 років Нідерланди зазнали фальшивих атак з боку Німеччини. Нідерландські агенти в Берліні попереджали військове командування кілька разів, але, оскільки всі звіти виявилися помилковими, голландські командири зрештою приділили цьому мало уваги.

## Німецьке вторгнення
З початком Другої світової війни в 1939 році, Нідерланди знову оголосили про свій нейтралітет, як це було зроблено під час Першої світової війни. Попри це, 10 травня 1940 року Німеччина вторглася до Нідерландів.
Причинами нападу Німеччини на Нідерланди було відволікання уваги від операції в Арденнах і заманювання британських і французьких військ углиб Бельгії, а також попередження ймовірного британського вторгнення в Північну Голландію. Крім того, на захопленні Нідерландів наполягали ВПС Німеччини, адже потребували аеродромів на узбережжі Північного моря.
Спершу німецькі війська зустріли слабкий опір, але їхні просування зрештою було сповільнене нідерландською армією. В містах Afsluitdijk, Grebbeberg, Роттердам та Дордрехт голландська армія вдалася до потужного опору. Німецький повітряний десант, призначенням якого було захоплення королівської сім'ї та уряду, здійснивши посадку в Гаазі, перетворився на кошмар для німців: близько 1500 парашутистів та десантників, яким вдалося вціліти, було схоплено і відправлено в Англію. Крім того, близько 280 Ju 52 транспортів були знищені на аеродромах Ypenburg, Valkenburg і Ockenburg або збиті, в результаті чого німецькі повітряно-десантні війська стали неспроможними здійснити заплановане вторгнення в Англію. В цілому, вторгнення в Нідерланди обернулося для німців втратою 520 літаків. Це високий показник у такий короткий період війни. Королева Вільгельміна, її сім'я та уряд евакуювалися до Великої Британії, але під час Битви за Британію її дочка принцеса Юліана з дітьми перебралася до Оттави, Канада.
14 травня німці, здивовані голландським опором і погрожуючи бомбардуваннями, зажадали капітуляції міста Роттердам. Попри те, що задля безпеки мирного населення голландці узгодили умови капітуляції з німцями, місто піддалося бомбардуванням, у ході яких загинуло 950 цивільних, а центр міста було повністю зруйновано.
Після цього бомбардування німецьке військове командування вдалося до погроз розбомбити місто Утрехт, якщо армія не капітулює. Голландська армія під командуванням генерала Вінкельмана, склала зброю 14 травня о 19:00 і офіційно капітулювала 15 травня, за винятком збройних частин Зеландії. Вони разом з деякими французькими військами чинили опір протягом ще кількох днів, поки бомбардування Мідлбурга 17 травня не змусив і їх капітулювати.